# 華沙公國軍

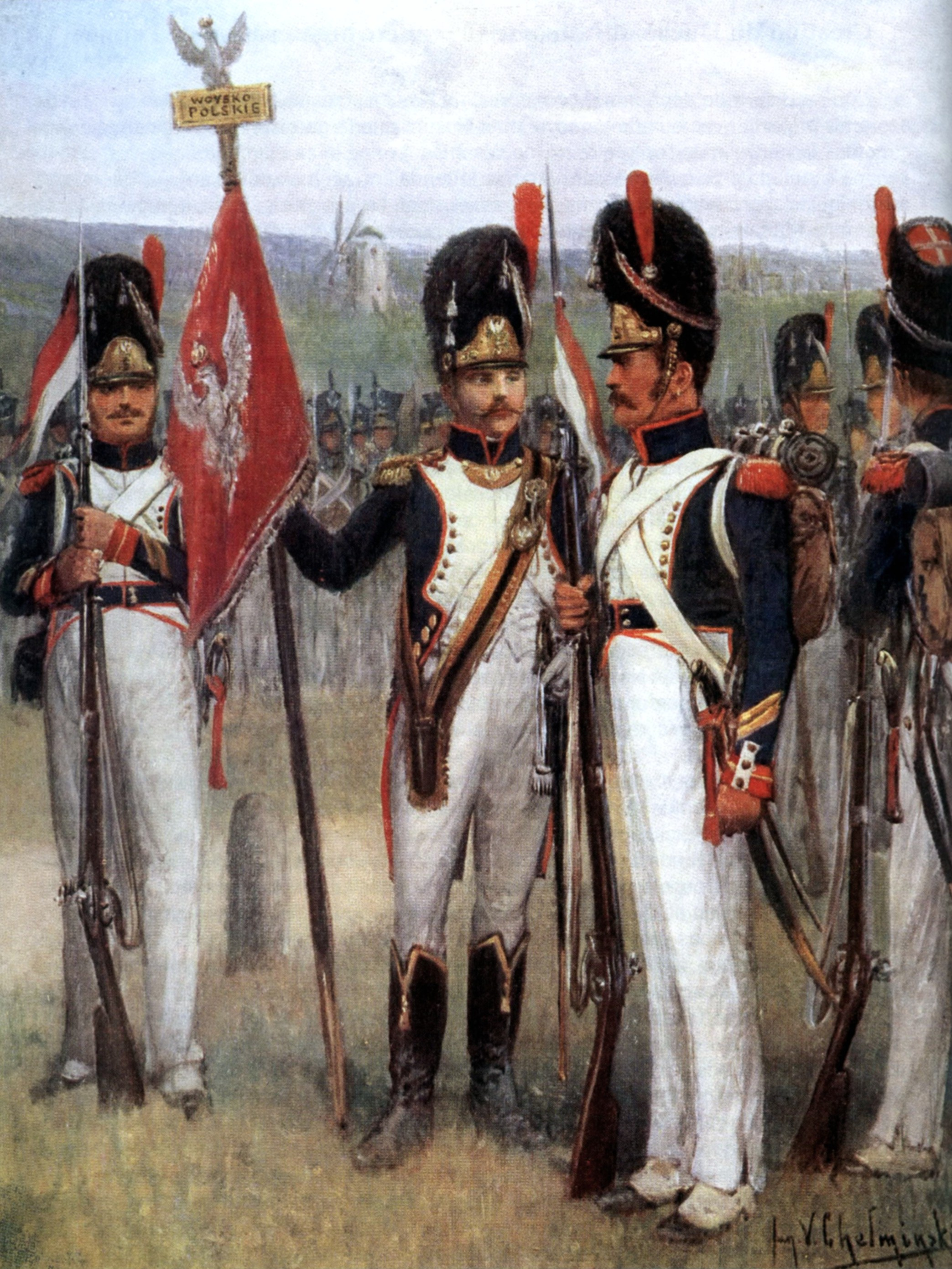
華沙公國的第五步兵團

華沙公國軍（波蘭語：Armia Księstwa Warszawskiego）是華沙公國的軍事力量。這支軍隊以波蘭軍團為基礎；其總人數約為30,000人，並於戰時擴張至接近100,000人。軍隊組成主要為步兵，輔以強大的騎兵和砲兵部隊。拿破崙軍隊的習俗和傳統與波蘭傳統在這支軍隊中交雜，並導致一些衝突。但法軍對部隊建設的干預通常被認為促成了有益的現代化改革。

## 組成
華沙公國軍隊的骨幹由來自波蘭軍團的軍人組成。 而其餘人員則為經由約澤夫·波尼亞托夫斯基將軍號召的波蘭立陶宛聯邦軍隊士兵或熱血青年。 1808年，第四次反法同盟結束後，公國所需的軍備降低，部分要求退役的士兵得到軍方的許可。 1809年和1812年的戰爭前夕，軍隊因大量新兵入伍而急劇擴大，主要原因為公國將要與瓜分波蘭立陶宛聯邦的組成國交戰，許多愛國者盼望家園回歸統一。 最後的大規模招募階段發生於1813年的秋季和冬季，因拿破崙在俄法战争中戰敗自顧不遐，公國必須依賴自己以對抗龐大的反法同盟聯軍。

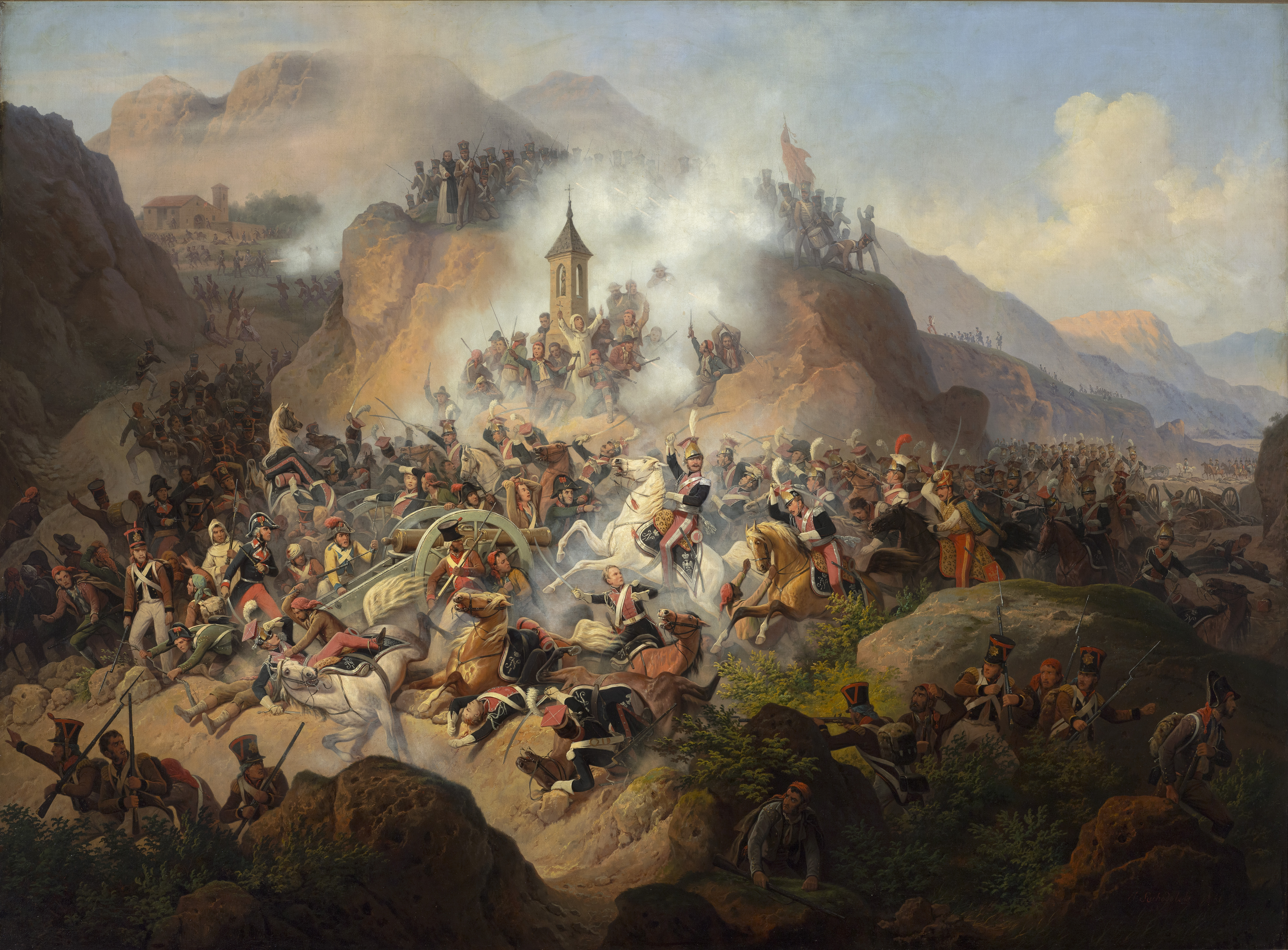
索莫謝拉戰役中帝國衛隊的波蘭輕騎兵衝鋒，由亞努阿雷·蘇霍多爾斯基繪製。

成立之初，華沙公國軍隊人數為30,000人，而其全國人口僅260萬人，如此規模的部隊對公國的經濟是個不小的負擔。 軍隊而後又數次擴軍；當到了1809年，人數已經變為最初的兩倍。 其中還有幾個來自法蘭西帝國的團。 在1812年的戰爭中，接近100,000人被調派至戰場，單次投入的數量比波蘭立陶宛聯邦時期還多。 1813年在俄羅斯戰敗返國後，根據不同來源指出，其重建部隊數量約為20,000至40,000人。
估計前後共有180,000至200,000人於這段時期在軍隊中服役。

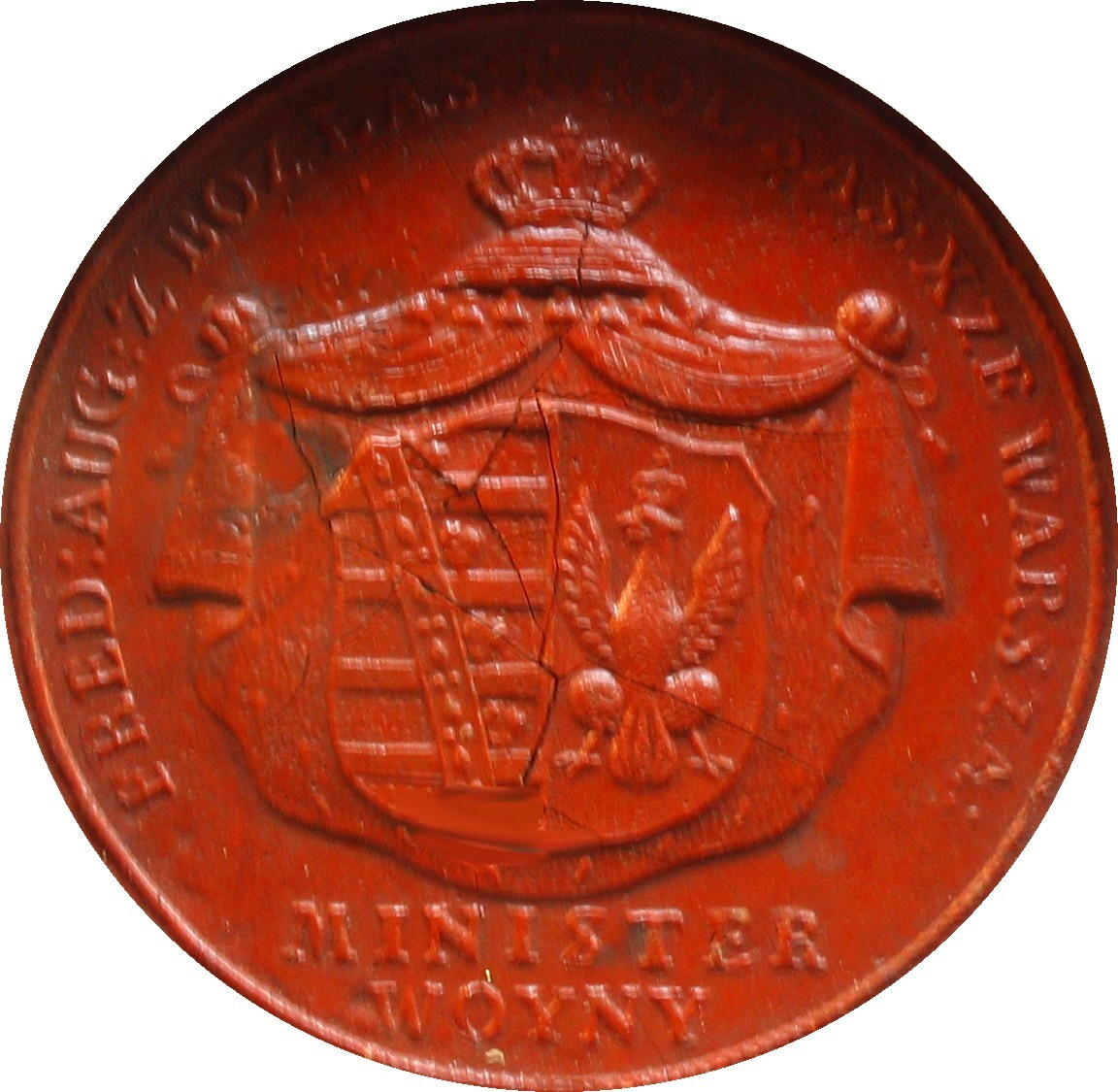
華沙公國戰爭部長的印章

除了華沙公國軍外，波蘭士兵還在法國軍隊中服役；最著名的為維斯瓦軍團。 除了正規軍外，國民警衛隊也會參與交戰，如1809年和1811年一般。
華沙公國軍的著名指揮官有約澤夫·波尼亞托夫斯親王（在公國軍存在的絕大部分時間，他都作為該軍的總司令）和揚·亨利克·東布羅夫斯基。

## 編制
華沙公國的軍隊由以下的編隊組成:
- 一個胸甲騎兵團（第14團）[10]

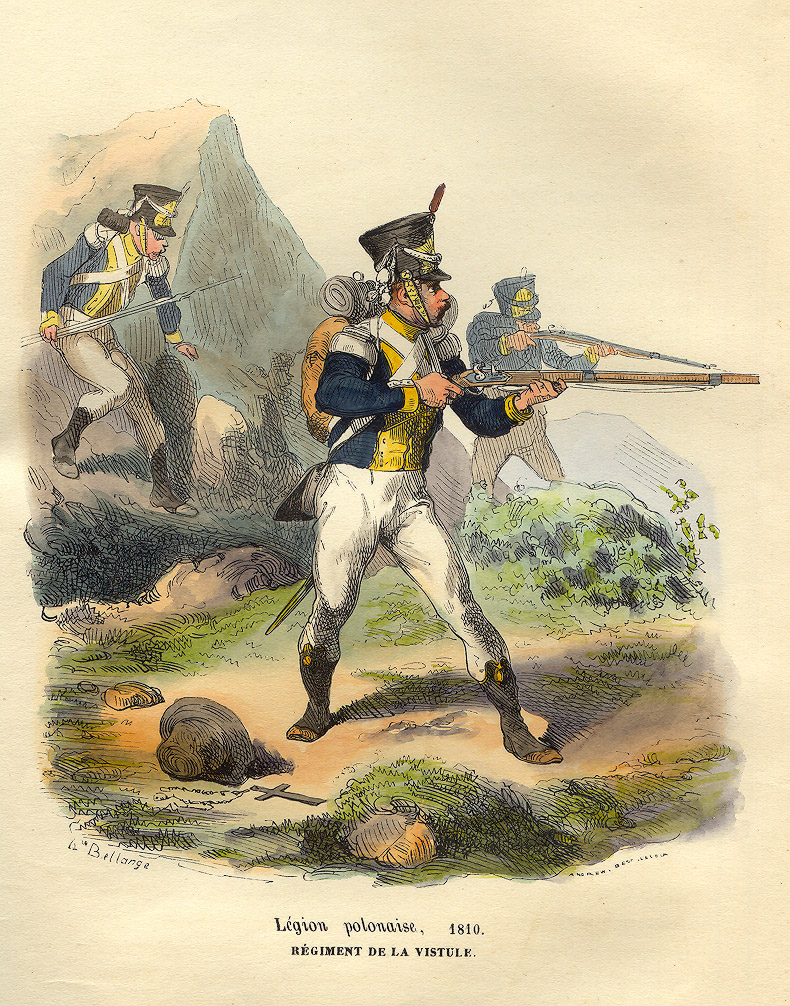
維斯瓦軍團的步兵

- 十個烏蘭槍騎兵團（第2、3、6、7、8、9、11、12、15、16團）；1812年在立陶宛又成立五個團[11]
- 兩個驃騎兵團（第10和13團）[12]
- 三個獵兵（英语：chasseur）團（第1、4、5團）[13]
- 十七個步兵團（編號1至17團; 1812年在立陶宛又成立五個團）[14]
- 一個騎砲兵（英语：horse artillery）（由四個連組成）[15]
- 二十五個正規砲兵連[16]

在1813年有幾個輕騎兵部隊被規劃，最終被合併為一個團。

## 文化、訓練和服役時長

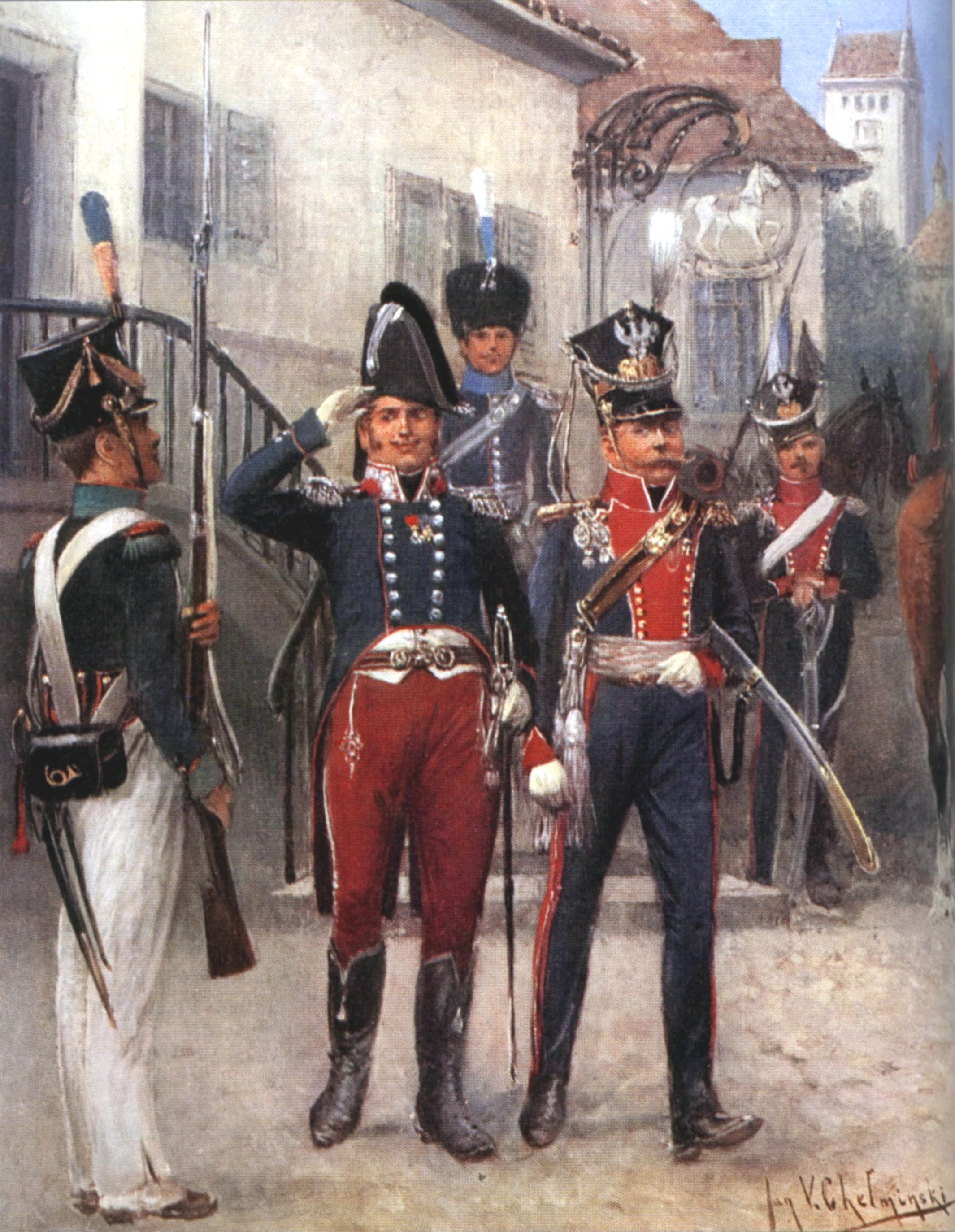
第十七烏蘭團的准將和上校

軍隊是法國民主文化和波蘭傳統文化的衝突產生處，主要集中於貴族，部分保守派軍人認為僅有貴族才能擔任軍官。與波蘭立陶宛聯邦軍隊相比，經由波蘭軍團的老兵傳承的法國革命和公民傳統，使得農民新兵的參軍意願更高。而在經過現代化和採取法國軍隊的軍事規則和戰術，軍隊實力得到幅度增長。 總體而言，華沙公國軍標誌著波蘭軍隊現代化的時期，新的軍事學說和科學被當時的波蘭軍官伊格納齊·普拉津斯基所編纂。
軍隊服役時間為6年，任何於21歲至28歲的公民都有可能被隨機徵招。 同時也建立了相應對的軍校，包括三年的軍事學院和一年的申請制砲兵工程學院。
因為這些改革和愛國主意，使得這支軍隊被法兰西帝国視為一支積極性和素質高的部隊。

## 作戰歷史

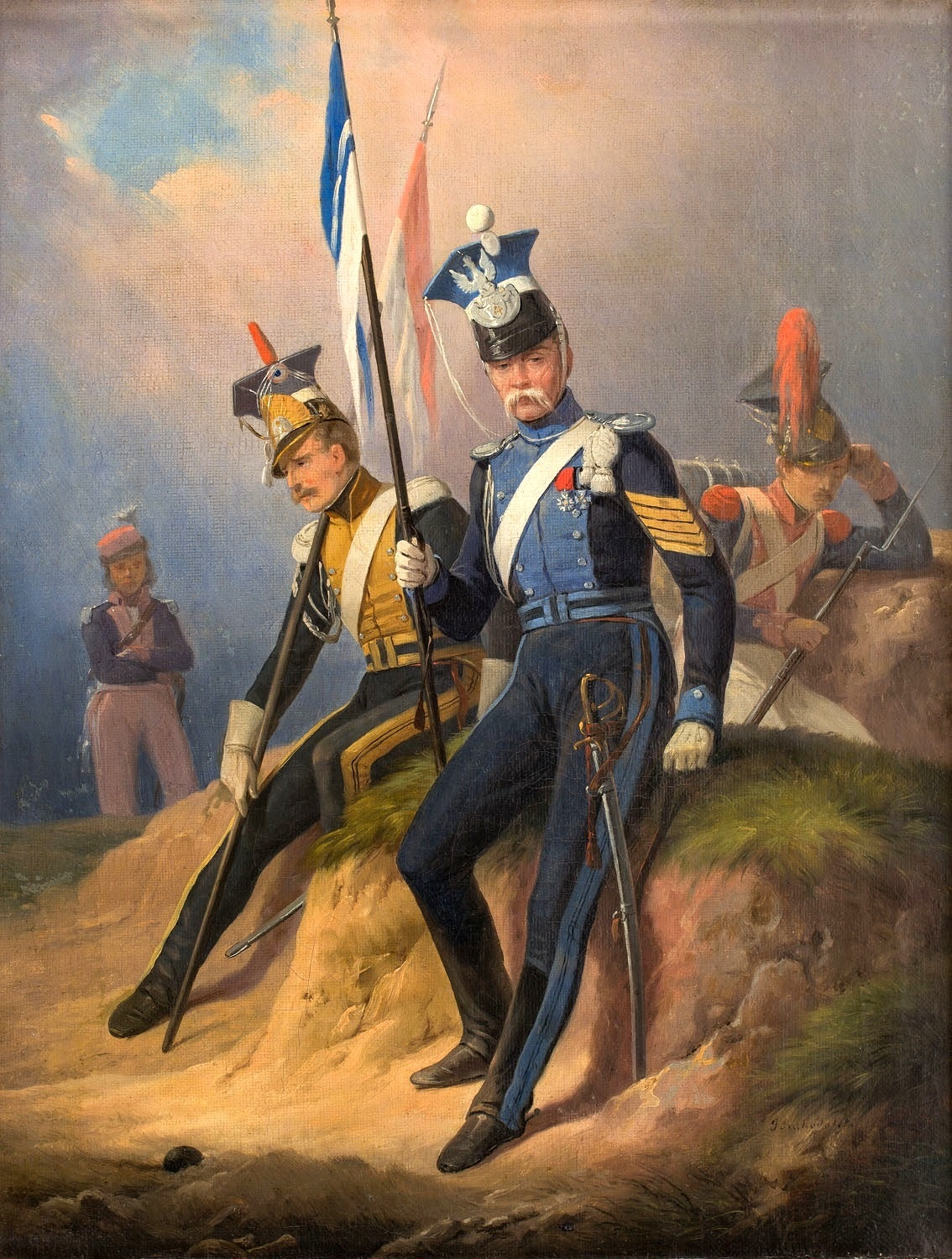
華沙公國的烏蘭輕騎兵

這支軍隊於1807年華沙公國成立時所組建。並作為法国的盟友參加了拿破崙戰爭中的許多交戰立下赫赫戰功，包括第四次反法同盟（1806年–1807年），半岛战争，第五次反法同盟（1809年）和1812年至1813年的第六次反法同盟（特別是法國入侵俄羅斯）在1812年入侵俄羅斯時，大军团的第五軍全為波蘭部隊構成。 在那場災難性的入侵中損失了7成的部隊。 這支部隊在1813年的莱比锡战役中再次遭遇慘重的傷亡，约泽夫·波尼亚托夫斯基將軍更在此戰死。

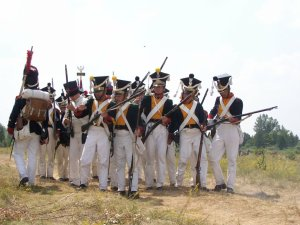
戰爭重演活動 (華沙公國第四步兵團)

在1813年拿破崙於中歐戰敗後，公國遭到反法同盟的佔領。 由於幾個要塞的守軍奮勇抵抗，軍隊的絕大部分士兵跟隨拿破崙返回法國。 在波尼亚托夫斯基將軍死後，華沙公國軍陷入了混亂。1814年，這支軍隊仍有約8,000人在法國控制的區域（絕大部分於法國本土），但被編入法國軍隊，最終在拿破崙戰爭結束後正式解散。 在1814年的《枫丹白露条约》後，絕大部分的波蘭士兵被俄羅斯軍隊監禁。

## 另見
- 波蘭議會軍（英语：Army of the Congress Poland）
- 波蘭立陶宛聯邦軍隊（英语：Military of the Polish–Lithuanian Commonwealth）
- 波蘭共和國軍